# Shōji Ōtake (photographe)
Pour les articles homonymes, voir Otake.
Shōji Ōtake (大竹 省二, Ōtake Shōji, 1920-2015) est un photographe japonais célèbre pour ses portraits et ses nus.

## Biographie
Ōtake naît à Yokosuka (qui devient plus tard Ōsuka, puis Kakegawa) dans la préfecture de Shizuoka, le 15 mai 1920, fils ainé d'un travailleur dans l'industrie du saké d'une mère qui joue du koto et de la flûte traversière. La mère du garçonnet meurt lorsqu'il a six ans, et il est recueilli dans la maison de la sœur aînée de son père, son frère cadet déménage dans une autre maison, toutes deux à Yokosuka, tandis que son père essaye et échoue dans l'industrie du transport et déménage rapidement à Tokyo. Un an plus tard, le garçon se trouve dans la maison d'une riche famille, toujours à Yokosuka. Il commence l'école où il montre vite une aptitude pour le dessin et gagne une mention spéciale dans un concours national.
Shōji rejoint son père dans le quartier de Nippori à Tokyo en 1928, avec la nouvelle femme de son père. Il devient très jeune un passionné de photographie.
Ōtake rejoint l'armée mais a la possibilité de travailler comme photographe. En 1947, il s'arrange pour être rattaché  au GHQ pour lequel il photographie des chanteuses et des actrices au Ernie Pyle Theatre. À partir de 1949 il participe à une série d'organisations photographiques, tandis qu'il poursuit ses travaux en tant que photojournaliste. À partir de 1951, il passe cinq ans à photographier les musiciens classiques et autres musiciens du monde entier lors de leurs séjours au Japon; Ces photographies sont publiées dans Asahi Camera et en 1955 sont réunies dans le très renommé livre World Musicians. Il publie également des photos de nus dans les magazines Camera et Photo Art.
Des années 1950 jusqu'aux années 1970, Ōtake devient le photographe de femmes le plus réputé au Japon. Pendant cinq ans à partir de 1971, Ōtake photographie des nus de femmes au foyer et d'OL (parfois avec leurs bébés ou les petits enfants, également nus) sur Nippon Television; Plus tard, ce travail est aussi recueilli en livres.
Dans les années 1980, la réputation et le succès commercial d'Ōtake comme portraitiste et photographe de nus ont éclipsé son travail antérieur et très différent. L'édition au sein du volume qui lui est consacré dans la série Shōwa Shashin Zenshigoto (1982), et la publication l'année suivante de Haruka naru uta, lui valent beaucoup de succès.
Outre la photographie, Ōtake travaille également comme scénariste de télévision et essayiste. En tant que photographe, il demeure actif jusqu'à la fin de ses années 1980.
Shōji Ōtake est lauréat de l'édition 1992 des prix de la Société de photographie du Japon dans la catégorie « contributions remarquables ».
Mineko Orisaku et Sanae Numata font partie des photographes qui se sont formés auprès d'Ōtake.

## Livres

### Livres consacrés à l’œuvre d'Ōtake
- (ja) Sekai no ongakuka (世界の音楽家?) / World Musicians. Tokyo: Asahi Shinbunsha, 1955.
- (ja) Onna no naka no onna (女の中のおんな?). Tokyo : Geibunsha, 1969.
- (ja) Janetto (ジャネット?) Janet. Tokyo : Nippon Camera-sha, 1974.
- (ja) Teru hi kumoru hi (照る日曇る日?). Tokyo : Nippon Camera-sha, 1976.
- (ja) Famirī nūdo (ファミリ-ヌ-ド?). Tokyo: Asahi Sonorama, 1977.
- (ja) Sekai no ongakuka (世界の音楽家?) / Musicians of the World. Sonorama Shashin Sensho 18. Tokyo : Asahi Sonorama, 1979.
- (ja) Ōtake Shōji (大竹省二?). Shōwa Shashin Zenshigoto 4. Tokyo : Asahi Shinbunsha, 1982. Étude de la carrière d'Ōtake, entrecoupé d'entretiens, d'essais etc.
- (ja) "Onna" 101 nin no shōzō (「女」101人の肖像?). Tokyo : Kōdansha, 1982.
- (ja) Haruka naru uta (遥かなる詩?). Tokyo: Kirihara Shoten, 1983. recueil des premiers travaux d'Ōtake.
- (ja) Ranjuku no gogatsu midori (爛熟の五月みどり?). Tokyo : Kōdansha, 1983.  (ISBN 4-06-100203-1).
- (ja) Onna no te ga himitsu o kataru: Boku no tesō tanbōki (女の手が秘密を語る：ぼくの手相探訪記?). Wani no Hon. Tokyo: Besutoserāzu, 1984.  (ISBN 4-584-00560-5).
- (ja) Hana nareba: Razō (花なれば：裸像?). Nihon Geijutsu Shuppansha, 1985.
- (ja) Shōji Ōtake kansō jinsei taidan: Bijo to binan ni zūmuin (大竹省二・観相人生対談：美女と美男にズームイン?). Tokyo : Kōdansha, 1985.  (ISBN 4-06-201691-5).
- (ja) Josei shashin seminā-shū (女性写真セミナ－集?). Tokyo: Nippon Camera-sha, 1989.  (ISBN 4-8179-3007-1).
- (ja) Shōji Ōtake sakuhinshū: Haruka naru uta (大竹省二作品展：遙かなる詩?). JCII Photo Salon Library 8. Tokyo : JCII Photo Salon, 1991. Catalogue d'exposition.
- (ja) Asakura Miki (麻倉未稀?) / Si. 1993. Album photo du chanteur Miki Asakura (麻倉未稀, Asakura Miki?). Tokyo : Sukora, 1993.  (ISBN 4-7962-0111-4).
- (ja) Shinpen Haruka naru uta (新編遥かなる詩?). Tokyo : Nippon Camera-sha, 1993.  (ISBN 4-8179-2022-X).
- (ja) Shōjo Ami (少女亜美?) / Ami Yamazaki. Tokyo : Tatsumi Shuppan, 1993.  (ISBN 4-88641-075-8). Photos de nus d'Amy Yamazaki (山崎亜美, Yamazaki Ami?) (alors âgée de 13 ans).
- (ja) Sasurai hana (さすらい花?). Album photo du chanteur Akiko Kanazawa (金沢明子, Kanazawa Akiko?). Take Shobō, 1994.  (ISBN 4-88475-292-9).
- (ja) Shōji Ōtake sakuhinshū: Shōwa gunzō (大竹省二作品展：昭和群像?). JCII Photo Salon Library 75. Tokyo : JCII Photo Salon, 1997. Catalogue d'expoition.
- (ja) Shōwa gunzō (昭和群像?) Tokyo : Nippon Camera-sha, 1997.  (ISBN 4-8179-2045-9). Recueil des portraits en noir et blanc d'Ōtake des années 1950 aux années 1980, avec un accent mis sur les premiers travaux.
- (ja) Shōji Ōtake no "renzu kansōgaku": Raika renzu to kōseiha renzu (大竹省二の「レンズ観相学」ライカレンズと個性派レンズ?). Supplément à Asahi Camera, décembre 1998.
- (ja) Haruka naru kagami: Aru shashinka no shōgen (遥かなる鏡：ある写真家の証言?). Tokyo : Tōkyō Shinbun Shuppankyoku, 1998.  (ISBN 4-8083-0643-3). 
  - (ja) Haruka naru kagami: Shashin de tsuzuru haisen-Nihon hiwa (遥かなる鏡：写真で綴る敗戦日本秘話?). Chūō Bunko. Tokyo : Chūō-Kōron-sha, 2000.  (ISBN 4-12-203679-8).
- (ja) Jidai no kao (時代の顔?). Tokyo : Asahi Shinbunsha, 2002. Portraits.
- (ja) Akasaka Hinokichō Tekisasu Hausu (赤坂檜町テキサスハウス?), Akasaka Hinoki-chō Texas House). Tokyo : Asahi Shinbunsha, 2006.  (ISBN 4-02-250083-2). Texte et photographies d'Ōtake, qui revient sur son époque avec la télévision et d'autres stars des années 1960 dans un appartement du quartier d'Asakusa surnommé « Texas House ».
- (ja) Ōtake Shōji no renzu kansōgaku: Kyōrikei-yō renzu hen (大竹省二のレンズ観相学：距離計用レンズ編?), Shōji Ōtake's study of the effects of lenses: Lenses for rangefinder cameras). Kurashikku Kamera Sensho 37. Tokyo : Asahi Sonorama, 2006.  (ISBN 4-257-12047-9).

### Autres livres montrant des travaux d'Ōtake
- (ja) Nihon nūdo meisakushū (日本ヌード名作集?), nus japonais). Camera Mainichi bessatsu. Tokyo : Mainichi Shinbunsha, 1982.  pp. 126,29 nus de Ōtake, 1949-61.
- (ja) Shashinka wa nani o hyōgen shita ka: 1945-1960 (写真家はなにを表現したか1945～1960?), What were photographers expressing? 1945-1960). Tokyo : Konica Plaza, 1991.  Les pp. 70, 71 montrent trois portraits de musiciens par Ōtake.

## Cédérom
- Shirubiannu: Ōtake Shōji no sekai (シルビアンヌ：大竹省二の世界?) / Sylviane.

## Sources
- (ja) Jinbō Kyōko (神保京子?). "Ōtake Shōji". Nihon shashinka jiten (日本写真家事典?) / 328 Outstanding Japanese Photographers. Kyoto: Tankōsha, 2000.  (ISBN 4-473-01750-8). p. 71. En dépit du titre alternatif en anglais, tout le texte est en japonais.
- (ja)Nenpu (年譜?), chronologie). Ōtake Shōji (大竹省二?). Shōwa Shashin Zenshigoto 4. Tokyo : Asahi Shinbunsha, 1982. pp. 158,59.